# Freadelpha burgeoni
Freadelpha burgeoni är en skalbaggsart som beskrevs av Stefan von Breuning 1935. Freadelpha burgeoni ingår i släktet Freadelpha och familjen långhorningar. Inga underarter finns listade i Catalogue of Life.